# Adromischus umbraticola
Adromischus umbraticola és una espècie de planta suculenta del gènere Adromischus, pertanyent a la família Crassulaceae.

## Taxonomia
Adromischus umbraticola C.A.Sm. va ser descrita per Christo Albertyn Smith i la subespècie ramosus per Toelken.